# Praspel
Praspel (PHP Realistic Annotation and Specification Language) est un langage de spécification pour PHP. Il est basé sur le paradigme de la programmation par contrat et utilise les préconditions, les postconditions, les invariants, etc. Les spécifications sont ajoutées dans les commentaires du code PHP (toujours accessible). Praspel est utilisé pour de la validation et de la vérification logiciel manuelle ou automatique, grâce aux domaines réalistes.